# Ingerophrynus claviger
Ingerophrynus claviger är en groddjursart som först beskrevs av Peters 1863.  Ingerophrynus claviger ingår i släktet Ingerophrynus och familjen paddor. IUCN kategoriserar arten globalt som starkt hotad. Inga underarter finns listade i Catalogue of Life.